# Lithachne pauciflora
Lithachne pauciflora är en gräsart som först beskrevs av Olof Swartz, och fick sitt nu gällande namn av Ambroise Marie François Joseph Palisot de Beauvois. Lithachne pauciflora ingår i släktet Lithachne och familjen gräs. Inga underarter finns listade i Catalogue of Life.